# Landa (nautica)
La landa è un componente nautico tipico delle imbarcazioni a vela che viene utilizzato per collegare le sartie (i cavi) all'albero che sorregge le vele. Nei velieri antichi era rappresentato da un tronco attaccato alla struttura della nave. 
Nelle imbarcazioni moderne solitamente è in acciaio e di dimensioni molto più ridotte. È un componente molto importante per le barche a vela in quanto sostiene gran parte delle forze in gioco necessarie per sostenere le alberature veliche.